# Coniopteryx (Scotoconiopteryx) gonzalezi
Coniopteryx (Scotoconiopteryx) gonzalezi is een insect uit de familie dwerggaasvliegen (Coniopterygidae), die tot de orde netvleugeligen (Neuroptera) behoort. De soort komt voor in Brazilië.